# Ана Церовић
Ана Церовић (Београд, 1974) српска је сликарка.

## Биографија
Рођена је 1974. године у Београду. Дипломирала је сликарство на Факултету ликовних уметности Универзитета уметности у Београду 1998. и магистрирала 2003. на истом факултету у класи Анђелке Бојовић. Похађала је школу за историју и теорију уметности Центра за савремену уметност Београд 2000—2001. Боравила је на Факултету ликовних уметности у Атини на програму специјализације 2002—2004.
Члан је Удружења ликовних уметника Србије од 1999. године. Излагала је на више самосталних и групних изложби у земљи и иностранству и добитник је више награда за уметнички рад.
Радила је на Факултету за уметност и дизајн Мегатренд универзитета од 2006. као доцент, а од 2012. као ванредни професор.
Самостално је излагала са изложбом „Ја знам да ће се чудо једном остварити” у галерији Студентског културног центра Београд и у Италијанском институту за културу у Београду 1998, изложбом „Објекти и инсталације” у галерији Дома омладине Београд 2000, изложбом слика „Тетовирање” у галерији УЛУВ у Новом Саду и Националној галерији Београд 2007, изложбама „Потрошња сунца” 2009. и „Моје сунце” 2011. у галерији „Звоно” и изложбом „Радост” у Задужбини Илије М. Коларца 2015. године.
Добитница је награде за сликарство „Петар Лубарда” 1995, награде за најбољи цртеж Факултета ликовних уметности Универзитета уметности у Београду 1996, награде за мозаик „Траншпед” Факултета ликовних уметности Универзитета уметности у Београду 1997, награде 37. Херцегновског зимског салона 2004, награде Једанаестог бијенала „У светлости Милене” 2007. и похвале Десетог Бијенала минијатуре у Горњем Милановцу 2010. године.
Бави се сликањем, цртежима, инсталацијама и фотографијама.